# Persécution des chrétiens orthodoxes

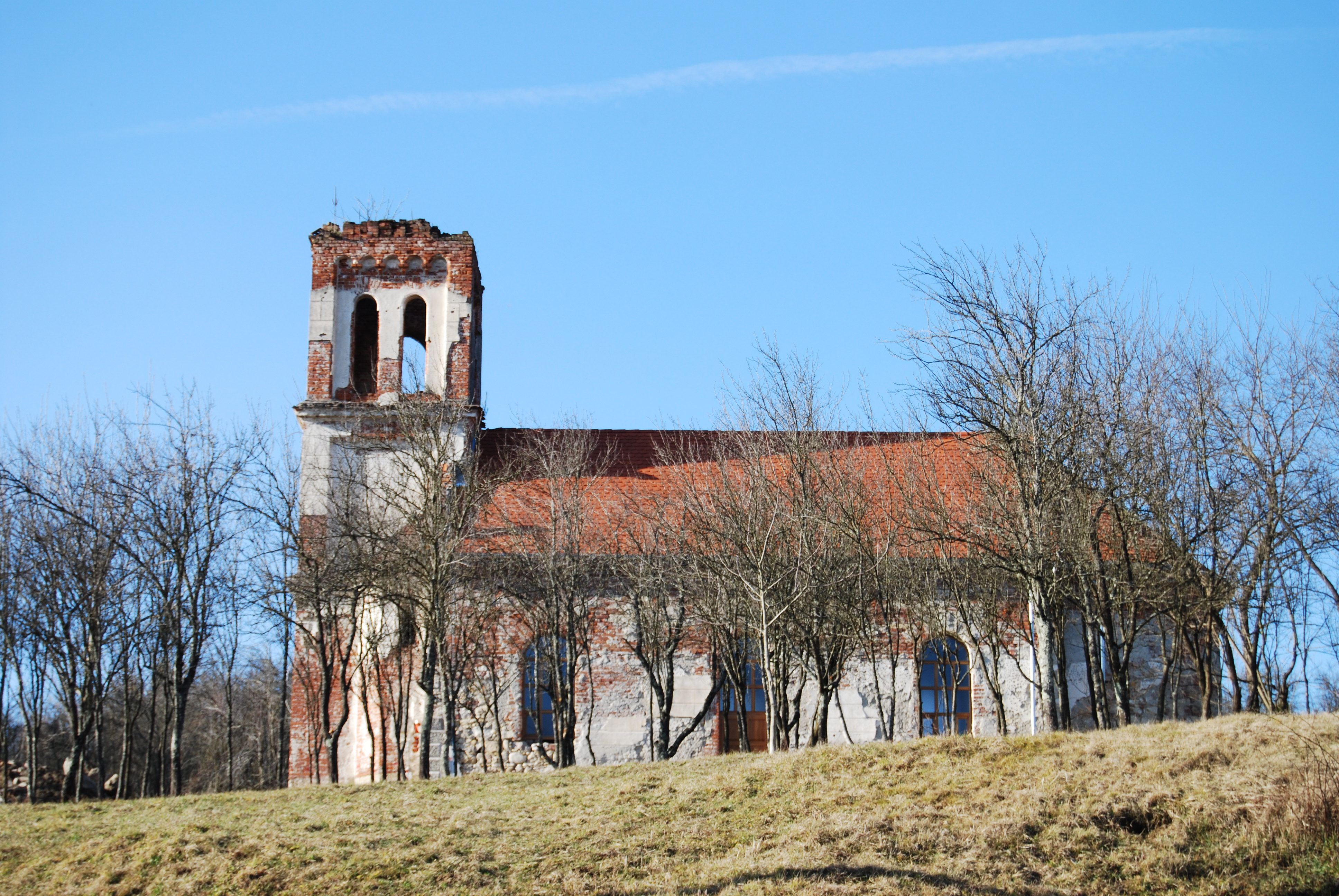
Église Saint-Georges détruite dans le village de Kusonje, Croatie

La persécution des chrétiens orthodoxes orientaux est la persécution religieuse à laquelle sont confrontés le clergé et les adeptes de l'Église orthodoxe. Les chrétiens orthodoxes orientaux ont été persécutés à diverses périodes de l'histoire du christianisme, lorsqu'ils vivaient sous le règne de structures politiques chrétiennes non orthodoxes ainsi que sous le règne de l'Église orthodoxe russe. À l’époque moderne, les mouvements et régimes politiques antireligieux de certains pays ont adopté une position anti-orthodoxe.

## Activités catholiques au début de l'Europe moderne

### Commonwealth polono-lituanien
À la fin du XVIe siècle, sous l'influence de la Contre-Réforme catholique , les pressions croissantes exercées sur les chrétiens orthodoxes orientaux en Ruthénie blanche et dans d'autres parties orientales du Commonwealth polono-lituanien ont conduit à l'application de l'Union de Brest en 1595-1596. Jusque-là, de nombreux Lytvyns et Ruthènes qui vivaient sous le règne du Commonwealth polono-lituanien étaient des chrétiens orthodoxes orientaux. Leurs hiérarques se sont réunis en synode dans la ville de Brest et ont rédigé 33 articles d'Union, qui ont été acceptés par l'Église catholique romaine. Parmi leurs arguments figuraient les efforts de l'ancien métropolite Isidore de Kiev qui ont cherché à unifier les Églises occidentales et orientales. En outre, en 1589, le patriarche œcuménique de Constantinople a reconnu la légitimité de l’Église orthodoxe russe.
Au début, l’Union semblait avoir réussi, mais elle a rapidement perdu une grande partie de son soutien initial, principalement en raison de sa mise en œuvre forcée dans les paroisses orthodoxes orientales et des persécutions ultérieures contre tous ceux qui ne voulaient pas accepter l’Union principalement en raison de sa mise en œuvre forcée dans les paroisses orthodoxes orientales et des persécutions ultérieures contre tous ceux qui ne voulaient pas accepter l’Union.
En 1623, l'Archeparque uniate de Polotsk Josaphat Kountsevitch fut assassiné par une foule à Vitebsk.
En 1656, le patriarche grec orthodoxe Macaire III d'Antioche déplora les atrocités commises par les catholiques polonais contre les adeptes de l'orthodoxie orientale dans diverses régions de l'Ukraine. Macaire aurait déclaré que dix-sept ou dix-huit mille adeptes de l'orthodoxie orientale avaient été tués sous les mains des catholiques et qu'il souhaitait la souveraineté ottomane sur l'assujettissement catholique, déclarant :

« Dieu perpétue l'empire des Turcs pour toujours et à jamais ! Car ils prennent leur impôt et n'entrent pas en ligne de compte en matière de religion, qu'ils soient leurs sujets chrétiens ou nazaréens, juifs ou samaritains ; alors que ces maudits Polonais ne se contentaient pas des impôts et des dîmes des frères du Christ... »

## Entre-deux-guerres
La partie orientale de la Pologne a une longue histoire de rivalité entre catholiques et orthodoxes. Le clergé catholique romain de la région de Chelm en Pologne était sans ambiguïté anti-orthodoxe dans l'entre-deux-guerres. L'Ukraine, qui a été une frontière religieuse, a une longue histoire de conflits religieux.

## Voir également
- Anticatholicisme
- Antiprotestantisme
- Antichristianisme
- Persécution des Témoins de Jéhovah
- Période iconoclaste de l'Empire byzantin